# Сатук Богра-хан
Сатук Богра-хан Газі (між 901 та 915–955/956) — 4-й каган Караханідської держави в 940—955 роках. Першим прийняв іслам. Також відомий як Абдул-Карім Кара-хан.

## Життєпис
Походив з династії Караханідів. Син кагана Базір Арслан-хана. Народився між 901 та 915 роками, ймовірно в Кашгарі. Виховувався під опікою стрийка Огулчак Арслан-хана, який став новим каганом. Сам Сатук отримав титул богра-хана (молодшого правителя).
У 932 або 934 році під впливом мусульманського торгівця Насра таємно прийняв іслам, внаслідок чого підпав під підозру стрийка-кагана. Змінив ім'я на Абдул-Карим.
940 року за начебто отриманою фетвою здійснив заколот проти Огулчак Арслан-хана, якого повалив, захопивши владу. Цим скористалися Саманіди, що відвоювати область навколо Баласагуна.
У 942 році, скориставшись боротьбою за владу в Саманідській державі відвоював Баласагун. Прийняв титул кара-хана (могутнішого правителя). Розпочав політику відвоювання колишніх земель Караханідської держави. Водночас сприяв розвитку торгівлі та ремесел, політики ісламізації. З невідомих причин не продовжував наступ на Саманідів. Можливо, це було пов'язано з посиленням протистояння із Хотанською державою.
Останні роки зосередився на підкоренні інших карлукських племен та їх наверненні до ісламу. За це отримав прізвисько «газі». Здійснив вдалий похід проти уйгурської держави в Таримській оазі. Проте обмежився пограбунком, відступивши до Кашгару. Помер у 955 або 956 році. Йому спадкував син Муса Байташ-хан.